# Brandon Ormonde-Ottewill
Brandon Rutherford Ormonde-Ottewill (Londra, 21 dicembre 1995) è un calciatore inglese, difensore del Puskás Akadémia.

## Caratteristiche tecniche
È un terzino sinistro.

## Carriera

### Club
Inizia a giocare a calcio nel settore giovanile dell'Arsenal. Il 2 luglio 2015 firma un biennale con lo Swindon Town, in Football League One. Il 28 luglio 2017 si trasferisce a parametro zero all'Helmond Sport, nella seconda divisione olandese, firmando un contratto annuale.
Il 10 luglio 2018 viene ingaggiato dal Dordrecht. Il 30 gennaio 2020 passa in prestito  all'Excelsior. Termina la stagione – conclusa a marzo a causa dell'emergenza epidemiologica da COVID-19 – con 5 presenze.  Il 3 luglio viene tesserato dal sodalizio rossonero, firmando un accordo biennale, con opzione di rinnovo per un terzo anno.
Il 12 settembre 2022 viene ingaggiato dal Puskás Akadémia, formazione impegnata nel campionato ungherese.

### Nazionale
In totale ha disputato 2 incontri con le selezioni giovanili inglesi.

## Statistiche

### Presenze e reti nei club
Statistiche aggiornate al 22 settembre 2024.
| Stagione               | Squadra                | Campionato             | Campionato | Campionato | Coppe nazionali | Coppe nazionali | Coppe nazionali | Coppe continentali | Coppe continentali | Coppe continentali | Altre coppe | Altre coppe | Altre coppe | Totale | Totale |
| Stagione               | Squadra                | Comp                   | Pres       | Reti       | Comp            | Pres            | Reti            | Comp               | Pres               | Reti               | Comp        | Pres        | Reti        | Pres   | Reti   |
| ---------------------- | ---------------------- | ---------------------- | ---------- | ---------- | --------------- | --------------- | --------------- | ------------------ | ------------------ | ------------------ | ----------- | ----------- | ----------- | ------ | ------ |
| 2015-2016              | Swindon Town           | FL1                    | 28         | 1          | FACup+CdL       | 0+1             | 0               | -                  | -                  | -                  | FLT         | 1           | 0           | 30     | 1      |
| 2016-2017              | Swindon Town           | FL1                    | 21         | 1          | FACup+CdL       | 2+0             | 0               | -                  | -                  | -                  | FLT         | 3           | 0           | 26     | 1      |
| Totale Swindon Town    | Totale Swindon Town    | Totale Swindon Town    | 49         | 2          |                 | 3               | 0               |                    | -                  | -                  |             | 4           | 0           | 56     | 2      |
| 2017-2018              | Helmond Sport          | EED                    | 1          | 0          | CO              | 0               | 0               | -                  | -                  | -                  | -           | -           | -           | 1      | 0      |
| 2018-2019              | Dordrecht              | EED                    | 33         | 0          | CO              | 1               | 0               | -                  | -                  | -                  | -           | -           | -           | 34     | 0      |
| 2019-gen. 2020         | Dordrecht              | EED                    | 21         | 0          | CO              | 2               | 0               | -                  | -                  | -                  | -           | -           | -           | 23     | 0      |
| Totale Dordrecht       | Totale Dordrecht       | Totale Dordrecht       | 54         | 0          |                 | 2               | 0               |                    | -                  | -                  |             | -           | -           | 57     | 0      |
| gen.-giu. 2020         | Excelsior              | EED                    | 5          | 0          | CO              | -               | -               | -                  | -                  | -                  | -           | -           | -           | 5      | 0      |
| 2020-2021              | Excelsior              | EED                    | 25         | 0          | CO              | 3               | 0               | -                  | -                  | -                  | -           | -           | -           | 28     | 0      |
| 2021-2022              | Excelsior              | EED                    | 23+5       | 0          | CO              | 2               | 0               | -                  | -                  | -                  | -           | -           | -           | 30     | 0      |
| Totale Excelsior       | Totale Excelsior       | Totale Excelsior       | 53+5       | 0          |                 | 5               | 0               |                    | -                  | -                  |             | -           | -           | 63     | 0      |
| 2022-2023              | Puskás Akadémia        | NB1                    | 21         | 0          | MK              | 4               | 0               | -                  | -                  | -                  | -           | -           | -           | 25     | 0      |
| 2023-2024              | Puskás Akadémia        | NB1                    | 30         | 1          | MK              | 2               | 0               | -                  | -                  | -                  | -           | -           | -           | 32     | 1      |
| 2024-2025              | Puskás Akadémia        | NB1                    | 5          | 0          | MK              | 1               | 0               | UECL               | 3                  | 0                  | -           | -           | -           | 9      | 0      |
| Totale Puskás Akadémia | Totale Puskás Akadémia | Totale Puskás Akadémia | 56         | 1          |                 | 7               | 0               |                    | 3                  | 0                  |             | -           | -           | 66     | 1      |
| Totale carriera        | Totale carriera        | Totale carriera        | 218        | 3          |                 | 18              | 0               |                    | 3                  | 0                  |             | 4           | 0           | 243    | 3      |